# Gliese 169
Gliese 169 è una stella della costellazione del Toro di classe spettrale K7-V o M0.5V, come citato in altre fonti, distante circa 37 anni luce dal sistema solare.
La stella è una nana arancione più piccola e fredda del Sole, con una massa 0,66 volte quella solare ed una luminosità 0,13 volte quella della nostra Stella.